# Pieter Nooten
Pieter Nooten est un claviériste néerlandais. De peu après la formation du groupe, en 1983, à 1991, année où il décide de commencer une carrière indépendante, il est le claviériste de Clan of Xymox.

## Discographie

### Albums solos
- 2010 - Here Is Why
- 2023 - Someone There

### Avec Clan of Xymox
Nooten a participé aux albums du groupe de 1984 à 1991.

### Collaborations
- Sleeps with the Fishes (1987) - en collaboration avec Michael Brook
- Blood (1991) - album du groupe This Mortal Coil